# Гензебе Дибаба
Гензебе Диба́ба (8 февраля 1991, Бэкоджи, Эфиопия) — эфиопская легкоатлетка. Специализируется в беге на длинные дистанции. Чемпионка мира 2012 года в беге на 1500 метров. Двукратная чемпионка мира среди юниоров по бегу по пересечённой местности 2008 и 2009 годов. Чемпионка мира среди юниоров в беге на 5000 метров 2010 года. Чемпионка Африки 2009 года среди юниоров на дистанции 5000 метров. Действующая рекордсменка мира в беге на 1500 метров, а также рекордсменка мира на дистанциях 1 миля, 3000 метров и 5000 метров в помещении.

## Биография
Родилась в среднегорье, в населённом пункте Бэкоджи, что юго-восточнее Асэллы.
Родная сестра олимпийской чемпионки Тирунеш Дибаба и призёра Олимпийских игр Эджегайеху Дибаба, двоюродная сестра олимпийской чемпионки Дерарту Тулу. На Олимпиаде 2012 года выступала на дистанции 1500 метров, однако не смогла выйти в полуфинал.

## Мировые рекорды
1 февраля 2014 года на соревнованиях Weltklasse in Karlsruhe установила мировой рекорд в беге на 1500 метров в закрытых помещениях — 3.55,17. 6 февраля на соревнованиях Гран-при Стокгольма установила мировой рекорд на дистанции 3000 метров — 8.16,60.
19 февраля 2015 года выиграла дистанцию 5000 метров на Globen Galan в Стокгольме с новым мировым рекордом 14.18,86.
17 июля на этапе Бриллиантовой лиги Herculis установила мировой рекорд на дистанции 1500 метров — 3.50,07. Она превзошла рекорд 22-летней давности, установленный китаянкой Цюй Юнься.
17 февраля 2016 года, вновь в Стокгольме на Globen Galan, установила мировой рекорд в беге на 1 милю: 4.13,31.